# Hodgesiella
Hodgesiella là một chi bướm đêm thuộc họ Cosmopterigidae.

## Các loài
- Hodgesiella bellaqueifontis Gibeaux, 1986
- Hodgesiella quagella (Christoph, 1887)
- Hodgesiella rebeli (Krone, 1905)
- Hodgesiella reliqua Gibeaux, 1986